# 袋麺

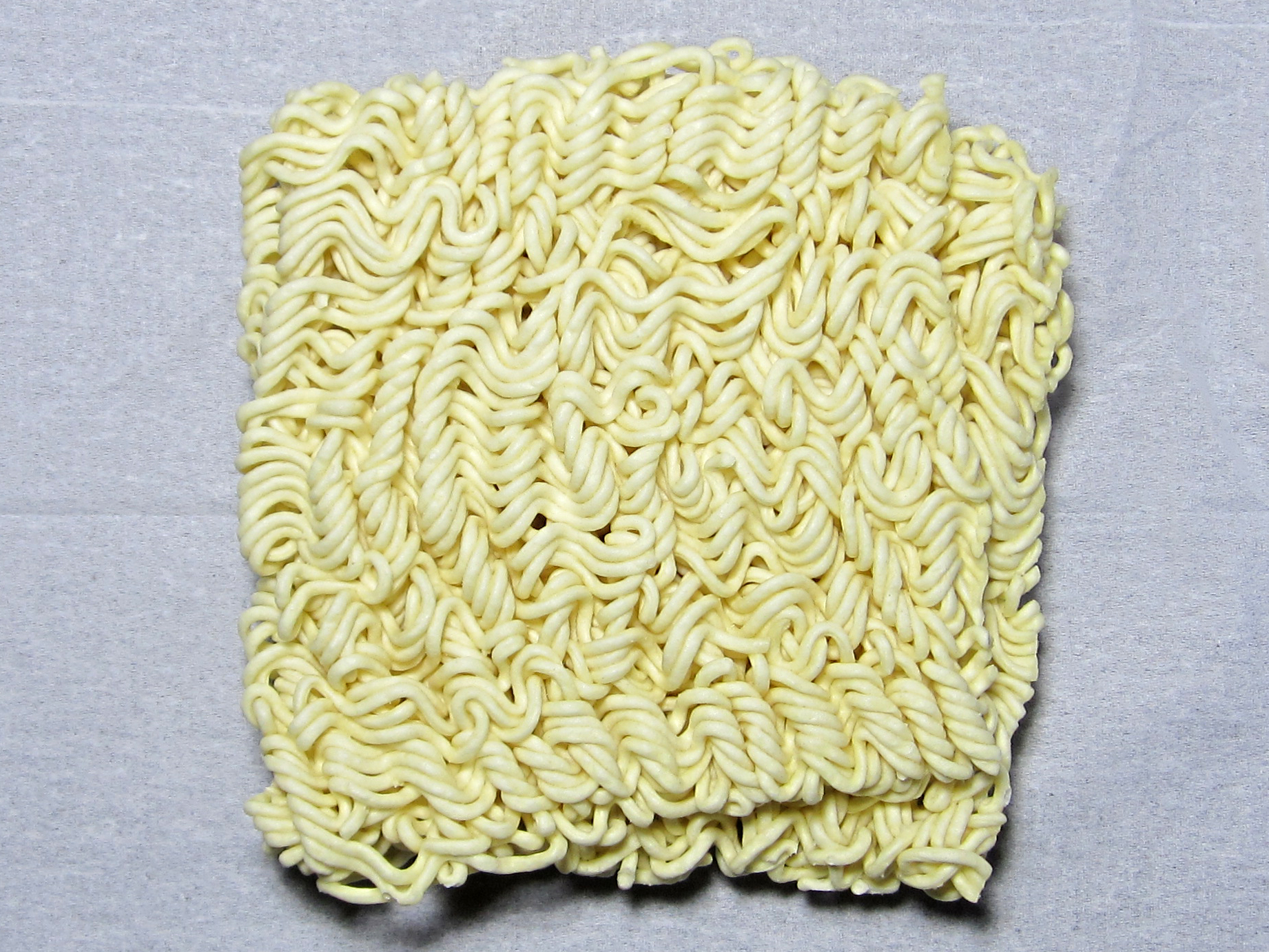
袋から出されたインスタントラーメン

袋麺（ふくろめん）とは、プラスチック等の袋状パッケージに封入されて販売されている即席麺類を指す。インスタントラーメン製品が主流となっているが、焼きそば・うどん・蕎麦など、他の即席麺類を含めた呼称である。
カップ麺とは違い、調理器具を使用した調理と、食事をするための食器が必要となる。多くの場合は、鍋で煮ることによって調理をする。

## 概要
袋麺は、インスタントラーメンの最も初期の製品であるチキンラーメン（1958年8月25日発売開始）がとった形態であるが、後のカップ麺発達以降にカップ麺と区別する意図でこのように呼ばれる。チキンラーメンでは麺そのものに湯を注いだ際にスープとなる味付けがなされているが、後の製品ではスープの小袋が添付される形態が一般的である。またチキンラーメンは麺の塊を丼に入れて湯を注いで食べることができるが、袋麺全般では後述するように鍋などを使って調理する形態が主流である。
ラーメン・うどん・蕎麦などの場合は、鍋に500cc程度の湯を沸かし、この中にパッケージ中の乾燥麺を投入、3分ほど茹で、そこへスープ・液体調味料などの付属調味料を加えて食べる。焼きそばの場合は、フライパンに適量の湯を沸かし、そこに乾燥麺を入れたらしばらく煮て、麺がほぐれてきたら水分を飛ばすように炒め、そこへ粉末スープ・液体調味料・ふりかけなどの付属調味料を混ぜながら仕上げ炒め完了となる。具体的な調理方法は製品によって異なるが、普通はパッケージに記載されている。大抵は食べる前に丼等の食器に盛り付ける。この調理の際に適宜食材を加え、消費者の好みでアレンジすることも可能である。また、2000年代においては電子レンジを利用する調理器と食器を兼ねた製品も販売されているが、専用の調理器が無くとも大きめの耐熱容器さえあれば電子レンジで調理することは容易である。
加えられる食材には卵、なると、ハム・叉焼などの肉類、海苔、ワカメ、生の野菜（茹でる前に加えられ、一緒に煮られる）、茹で野菜・炒め野菜（盛り付け後に乗せられる）など多岐にわたり、消費者の好みさえ合えば、特に載せるものは限定されない。
安価な製品では、日本国内でも店頭での実売価格で一食あたり50円を切るものも多いが、その一方で高価な食材をレトルトで同梱した高級感をセールスポイントとする製品も見られる。
日本において、粉末スープを鍋の湯の中に入れる調理法の製品の場合、香りや風味を飛ばさないために麺と具材を茹で終わって、火を止めてから入れることが推奨されるが、韓国ではシェアトップの辛ラーメン・ロングセラーの三養ラーメンがいずれも麺と粉末スープを同時に煮込むようパッケージに記載されており日本と傾向が異なる。
また、他国では「チキンラーメン」のイメージが強いせいか袋から出してそのままお湯を注ぐ、またはボウルにお湯を入れ、そこに麺を入れてフォークでかき混ぜる方法で食し、いずれも煮たてることはしない習慣もあるとされる。

## 消費傾向
調理して食べるには鍋や丼を必要とし、カップ麺に比べて手間が掛かる物が多いことから1989年11月には生産量でこれを下回り、インスタント食品に占める市場は減少傾向にある。
ただし大量生産の製造技術自体は古くから完成されていることもあり、また保存期間も乾燥させてあることから6か月（常温保存）と比較的扱いやすい。パッケージも簡単でごみが少ない。また各家庭で肉や野菜類を加えて調理する余地が多分にあることから、これを好む消費者も見られ、毎年のように新製品が登場している。特売商品として、5食単位でまとめ売りされる場合も多く見られ、アジア地域を中心に広く大衆食として普及している。
2011年の東洋水産『マルちゃん正麺』のヒット以降、生麺並の品質を持つものが現れるようになり、カップ麺に対する袋麺の新たな存在意義を生んでいる。